# Anna di Hannover
Anna di Hannover (Hannover, 2 novembre 1709 – Londra, 12 gennaio 1759) principessa reale e principessa di Orange, fu la seconda figlia (prima femmina) di Giorgio II, re d'Inghilterra, e della di lui consorte Carolina di Brandeburgo-Ansbach.

## Biografia

### Infanzia
Anna nacque al Palazzo di Herrenhausen, Hannover, cinque anni prima che suo nonno paterno, l'Elettore Giorgio Luigi, succedesse al trono Britannico come Giorgio I. Fu battezzata poco dopo la sua nascita al Palazzo di Herrenhausen. Fu chiamata così in onore, della cugina di secondo grado di suo nonno paterno Anna, Regina di Gran Bretagna.
Imparò il tedesco, il francese e l'inglese, e le fu insegnata la musica (incluso il canto, l'arpa e la composizione) con Georg Friedrich Händel. Händel non amava insegnare, ma disse che voleva "fare tutto per Anna, il fiore delle principesse.. Lei rimase una sua sostenitrice tutta la vita, attendendo i suoi operati e approvando la sua musica.
Contrasse e sopravvisse al vaiolo nel 1720, e due anni dopo sua madre contribuì alla diffusione della pratica della variolizzazione (un primo tipo di vaccino contro il vaiolo), assistita da Lady Mary Wortley Montagu e Charles Maitland a Costantinopoli. Su direzione di Carolina, sei prigionieri condannati a morte testarono il vaccino anziché l'esecuzione: tutti sopravvissero, così come sei orfanelli che ebbero lo stesso trattamento. Convinta del valore medico, la Regina lo provò sulle due figlie più giovani, Amelia e Carolina, inoculate con successo. La faccia di Anna fu segnata dalla malattia, e lei non fu considerata più bella come le sue due sorelle minori.
Il 30 agosto 1727, Giorgio II creò sua figlia maggiore Principessa Reale. Carlo I aveva elargito per primo questo titolo per la primogenita, Maria, Principessa d'Orange (madre di Guglielmo III), nel 1642. Tuttavia, il titolo non fu usato prima del regno di Giorgio II. 

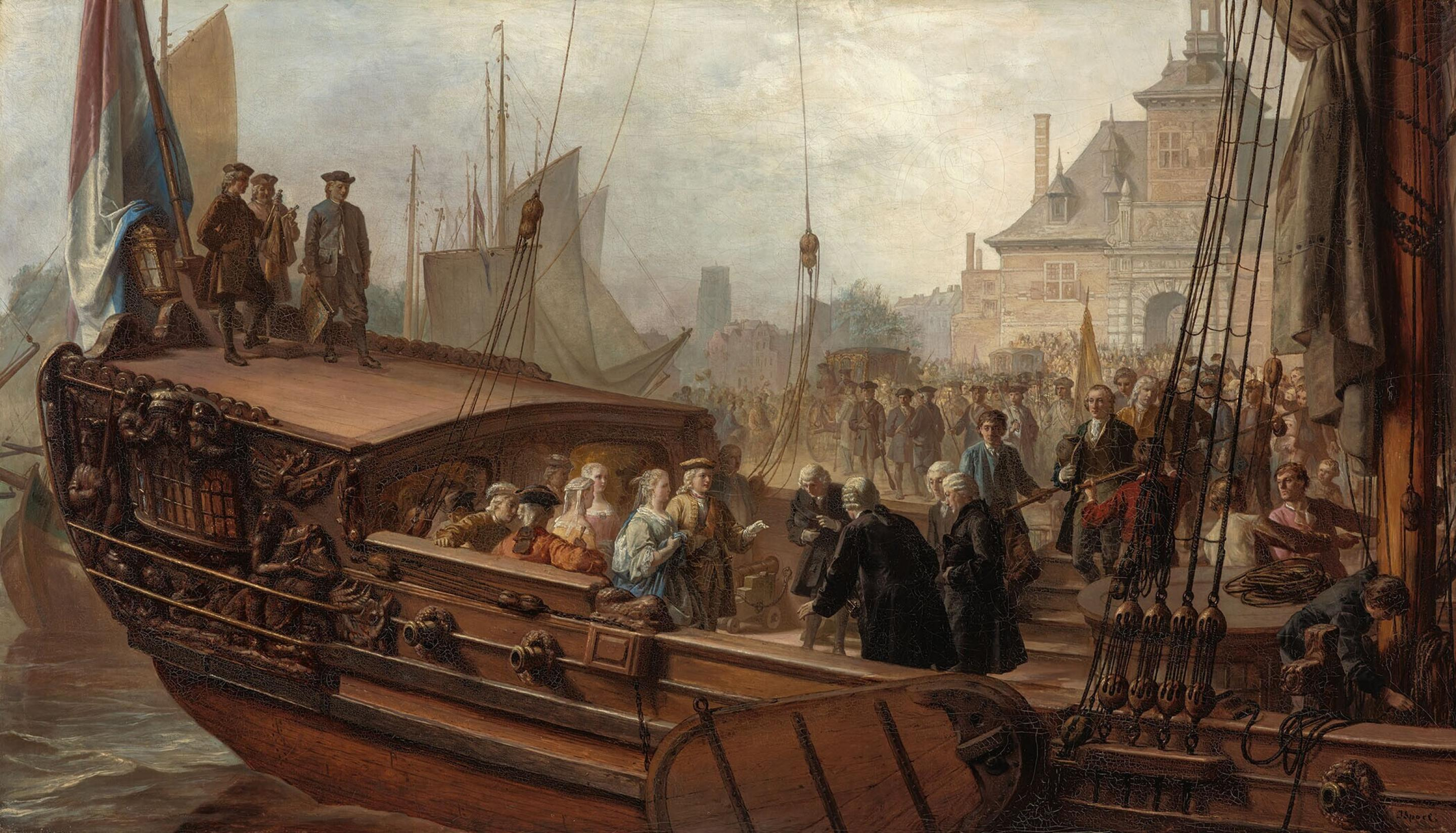
Il benvenuto da parte del sindaco di Rotterdam a Guglielmo IV, principe d'Orange e alla sua consorte Anna di Gran Bretagna, 1734. Di Jacob Spoel

## Matrimonio

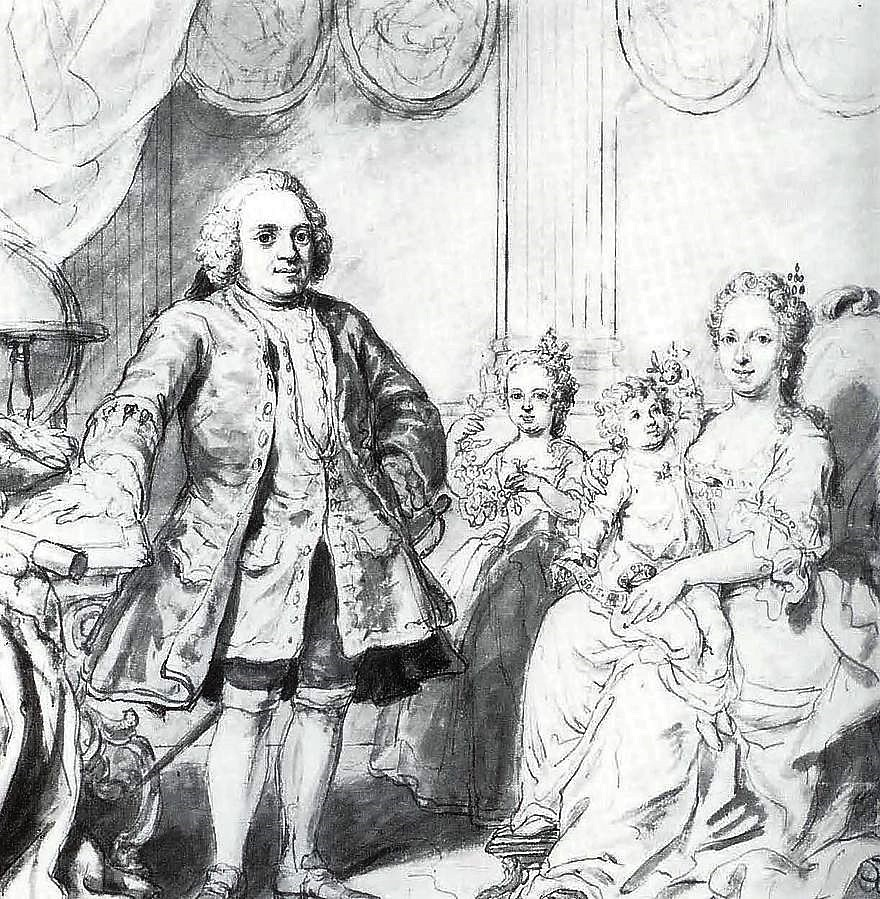
Anna, suo marito Guglielmo IV di Orange-Nassau e i loro figli Guglielmo V di Orange-Nassau e Carolina d'Orange-Nassau

Nel 1725 fu preso in considerazione un fidanzamento tra Anna e Luigi XV. Dal punto di vista francese, un simile matrimonio avrebbe garantire alla Francia una preziosa neutralità nei confronti dei Paesi Bassi e della Prussia, nonché protezione contro la Spagna. Tuttavia, le questioni religiose causarono problemi. Mentre si dava per scontato che Anna si sarebbe convertita al cattolicesimo, si temeva che ciò non sarebbe stato ancora sufficiente per il Papa, il cui sostegno era necessario, in particolare per quanto riguarda la rottura del fidanzamento tra Luigi XV e una principessa spagnola, e la prospettiva che Anna diventasse reggente nel caso di minore età del delfino era temuta a causa delle sue presunte inclinazioni religiose nei confronti degli ugonotti in Francia. Il piano fu infine scartato quando i francesi insistettero affinché Anna si convertisse al cattolicesimo.
Il 25 marzo 1734 nella Cappella Reale del Palazzo di St. James sposò Guglielmo IV, principe d'Orange. La musica suonata al suo matrimonio, This is the day, fu impostata da Händel sulle parole della principessa basate sui Salmi 45 e 118. Händel compose anche un intrattenimento operistico, Parnasso in festa, in onore del suo matrimonio che fu rappresentato per la prima volta al King's Theatre di Londra il 13 marzo 1734, con grande successo.
Si diceva che la ragione della sua insistenza su questo matrimonio fosse semplicemente che desiderava sposarsi, per evitare una vita da zitella alla corte di suo padre e di suo fratello, con i quali non andava d'accordo; e poiché l'unico matrimonio considerato adatto per lei era con un monarca o un erede al trono, Guglielmo era essenzialmente la sua unica scelta protestante rimasta. Litigò con suo fratello, il Principe di Galles, riguardo alla sua scelta.
La coppia salpò per l'Olanda dopo una luna di miele a Kew. Nei Paesi Bassi risiedettero a Leeuwarden. Anne sentì presto nostalgia di casa quando Guglielmo andò in campagna in Renania, e tornò in Inghilterra. Credendo di essere incinta, Anna pensò che avrebbe dovuto dare alla luce il bambino nella sua terra natale poiché il bambino sarebbe stato in linea di successione al Trono britannico. Questa decisione però non fu ben accolta dal marito e dal padre, che le ordinarono entrambi di tornare in Olanda dopo un breve soggiorno. Nell'aprile 1735, era chiaro che Anna non era incinta, dopotutto.
Anna non era molto apprezzata dagli olandesi e non andava d'accordo con la suocera Maria Luisa d'Assia-Kassel. Tuttavia Anna ma sembrava credere nella superiorità britannica sugli olandesi; si pensava anche che trascurasse i suoi doveri e sembrava isolarsi nei suoi interessi per la musica e la letteratura; fu accusata di mostrare poca considerazione per i suoi cortigiani, ad esempio costringendo le sue dame di compagnia a leggere per lei per ore, ignorando la loro fatica. Il suo rapporto con Guglielmo, che all'inizio era distante, alla fine si trasformò in armonia e intimità, che si manifesta nella loro corrispondenza. Nel 1747, Guglielmo divenne statolder di tutte le Sette Province Unite, e ciò fu seguito da una riforma costituzionale che rese ereditaria la sua nuova più ampia autorità. La coppia si trasferì all'Aia, dove Anna introdusse a corte Händel. La compositrice Josina van Aerssen era una delle sue dame di compagnia.
Anna e Guglielmo ebbero cinque figli:
- una figlia nata morta (19 dicembre 1736);
- una figlia nata morta (22 dicembre 1739);
- Carolina (28 febbraio 1743-6 maggio 1787), sposò Carlo Cristiano di Nassau-Weilburg;
- Anna (15 novembre 1746-29 dicembre 1746);
- Guglielmo (8 marzo 1748-9 aprile 1806), sposò Guglielmina di Prussia.

## Reggenza e morte
Guglielmo IV morì il 22 ottobre 1751, e Anna fu nominata reggente per il figlio di tre anni, Guglielmo V. Ottenne tutte le prerogative normalmente detenute da uno statolder ereditario dei Paesi Bassi, ad eccezione dei compiti militari dell'ufficio, che furono affidati al duca Luigi Ernesto di Brunswick-Lüneburg. Era laboriosa, ma arrogante e imperiosa, il che la rendeva impopolare. Gli anni Cinquanta del Settecento furono anni di crescente tensione e rivalità commerciale tra l'Olanda e la Gran Bretagna, che la misero in una posizione difficile.
La politica interna di Anna si concentrava sulla difesa dell'autorità del governo centrale ereditario dello statolder sui diritti tradizionali degli stati olandesi. La riforma della carica ereditaria di statolder era stata introdotta durante il regno del suo defunto marito; era nuovo e controverso e fu messo in discussione dopo la sua morte, ma Anna difese efficacemente il governo centralizzato. Nel conflitto con la città di Haarlem, ad esempio, ha impedito alla città di tenere le elezioni rifiutando la pubblicazione della sua lista di candidati. Il suo duro governo fu risentito, ma la sua politica di consolidamento assicurò effettivamente il nuovo governo ereditario di Stadtholder nei Paesi Bassi.
Nella sua politica estera, Anna favorì l'alleanza britannica con l'imperatore prima dei francesi, una politica che non era popolare nei Paesi Bassi, e la sua fortificazione delle province meridionali contro i Paesi Bassi francesi incontrò grande opposizione.
Anna continuò ad agire come reggente fino alla sua morte per idropisia nel 1759, all'Aia , quando fu sostituita dalla suocera, Maria Luisa d'Assia-Kassel, assistita dal duca Luigi Ernesto di Brunswick-Lüneburg. Quando anche lei morì nel 1765, la figlia di Anna, Carolina, fu nominata reggente fino a quando Guglielmo V raggiunse l'età di diciotto anni nel 1766.

## Ascendenza
|                                          |                                   |                                           | Genitori                                |  |  | Nonni |  |  | Bisnonni                              |  |  | Trisnonni                     |  |
|                                          |                                   |                                           |                                         |  |  |       |  |  | Ernesto Augusto di Brunswick-Lüneburg |  |  | Giorgio di Brunswick-Lüneburg |  |
|                                          |                                   |                                           |                                         |  |  |       |  |  | Ernesto Augusto di Brunswick-Lüneburg |  |  | Giorgio di Brunswick-Lüneburg |  |
|                                          |                                   | Anna Eleonora di Assia-Darmstadt          |                                         |  |  |       |  |  | Ernesto Augusto di Brunswick-Lüneburg |  |  |                               |  |
| Giorgio I d'Inghilterra                  |                                   |                                           |                                         |  |  |       |  |  | Ernesto Augusto di Brunswick-Lüneburg |  |  |                               |  |
|                                          |                                   | Sofia del Palatinato                      | Federico V del Palatinato               |  |  |       |  |  |                                       |  |  |                               |  |
|                                          |                                   | Sofia del Palatinato                      | Federico V del Palatinato               |  |  |       |  |  |                                       |  |  |                               |  |
|                                          |                                   | Sofia del Palatinato                      | Elisabetta Stuart                       |  |  |       |  |  |                                       |  |  |                               |  |
| Giorgio II del Regno Unito               |                                   | Sofia del Palatinato                      |                                         |  |  |       |  |  |                                       |  |  |                               |  |
|                                          |                                   | Giorgio Guglielmo di Brunswick-Lüneburg   | Giorgio di Brunswick-Lüneburg           |  |  |       |  |  |                                       |  |  |                               |  |
|                                          |                                   | Giorgio Guglielmo di Brunswick-Lüneburg   | Giorgio di Brunswick-Lüneburg           |  |  |       |  |  |                                       |  |  |                               |  |
|                                          |                                   | Giorgio Guglielmo di Brunswick-Lüneburg   | Anna Eleonora di Assia-Darmstadt        |  |  |       |  |  |                                       |  |  |                               |  |
| Sofia Dorotea di Celle                   |                                   | Giorgio Guglielmo di Brunswick-Lüneburg   |                                         |  |  |       |  |  |                                       |  |  |                               |  |
|                                          |                                   | Éléonore d'Esmier d'Olbreuse              | Alexandre II d'Esmier d'Olbreuse        |  |  |       |  |  |                                       |  |  |                               |  |
|                                          |                                   | Éléonore d'Esmier d'Olbreuse              | Alexandre II d'Esmier d'Olbreuse        |  |  |       |  |  |                                       |  |  |                               |  |
|                                          |                                   | Éléonore d'Esmier d'Olbreuse              | Jacquette Poussard de Vandré            |  |  |       |  |  |                                       |  |  |                               |  |
| Anna, Principessa Reale                  |                                   | Éléonore d'Esmier d'Olbreuse              |                                         |  |  |       |  |  |                                       |  |  |                               |  |
|                                          | Alberto II di Brandeburgo-Ansbach | Gioacchino Ernesto di Brandeburgo-Ansbach |                                         |  |  |       |  |  |                                       |  |  |                               |  |
|                                          | Alberto II di Brandeburgo-Ansbach | Gioacchino Ernesto di Brandeburgo-Ansbach |                                         |  |  |       |  |  |                                       |  |  |                               |  |
|                                          | Alberto II di Brandeburgo-Ansbach | Sofia di Solms-Laubach                    |                                         |  |  |       |  |  |                                       |  |  |                               |  |
| Giovanni Federico di Brandeburgo-Ansbach | Alberto II di Brandeburgo-Ansbach |                                           |                                         |  |  |       |  |  |                                       |  |  |                               |  |
|                                          |                                   | Sofia Margherita di Öttingen-Öttingen     | Gioacchino Ernesto di Öttingen-Öttingen |  |  |       |  |  |                                       |  |  |                               |  |
|                                          |                                   | Sofia Margherita di Öttingen-Öttingen     | Gioacchino Ernesto di Öttingen-Öttingen |  |  |       |  |  |                                       |  |  |                               |  |
|                                          |                                   | Sofia Margherita di Öttingen-Öttingen     | Anna Sibilla di Solms-Sonnenwalde       |  |  |       |  |  |                                       |  |  |                               |  |
| Carolina di Brandeburgo-Ansbach          |                                   | Sofia Margherita di Öttingen-Öttingen     |                                         |  |  |       |  |  |                                       |  |  |                               |  |
|                                          |                                   | Giovanni Giorgio I di Sassonia-Eisenach   | Guglielmo di Sassonia-Weimar            |  |  |       |  |  |                                       |  |  |                               |  |
|                                          |                                   | Giovanni Giorgio I di Sassonia-Eisenach   | Guglielmo di Sassonia-Weimar            |  |  |       |  |  |                                       |  |  |                               |  |
|                                          |                                   | Giovanni Giorgio I di Sassonia-Eisenach   | Eleonora Dorotea di Anhalt-Dessau       |  |  |       |  |  |                                       |  |  |                               |  |
| Eleonora Erdmuthe di Sassonia-Eisenach   |                                   | Giovanni Giorgio I di Sassonia-Eisenach   |                                         |  |  |       |  |  |                                       |  |  |                               |  |
|                                          |                                   | Giovannetta di Sayn-Wittgenstein          | Ernesto di Sayn-Wittgenstein            |  |  |       |  |  |                                       |  |  |                               |  |
|                                          |                                   | Giovannetta di Sayn-Wittgenstein          | Ernesto di Sayn-Wittgenstein            |  |  |       |  |  |                                       |  |  |                               |  |
|                                          |                                   | Giovannetta di Sayn-Wittgenstein          | Luisa Giuliana di Erbach                |  |  |       |  |  |                                       |  |  |                               |  |
|                                          |                                   | Giovannetta di Sayn-Wittgenstein          |                                         |  |  |       |  |  |                                       |  |  |                               |  |